# Delio Anzaqeci Mouzinho
Delio Anzaqeci Mouzinho (* 4. Februar 2000 in Tchai, Lore I, Lautém, Osttimor), Kampfname Nuhachay, ist ein osttimoresischer Boxer.

## Werdegang
Delio Mouzinho ist das sechste von sieben Kindern von Manuel Mouzinho und Elisa Mouzinho. Er besuchte die Grundschule von 2009 bis 2014, bis 2018 die Sekundarschule in Lospalos und bis 2021 das Dili Institute of Technology (DIT). Um seine Boxkarriere weiter betreiben zu können, brach er sein Studium am DIT ab. Er hatte mit dem Sport 20118 begonnen und 2019 seinen ersten offiziellen Wettkampf in Osttimor. 2020 schloss Mouzinho sich dem El-Marador Boxing Club an.
Bei den Südostasienspiele 2022 in Hanoi gewann er die Silbermedaille in der Klasse 69 kg bis 75 kg. Nach Siegen gegen einen malaysischen und einen kambodschanischen Boxer, scheiterte Mouzinho im Finale gegen den Philippener Eumir Marcial. Die Schiedsrichter brachen den Kampf bereits in der ersten Runde ab und erklärten Marcial zum Sieger.